# Женская сборная Израиля по кёрлингу
Женская сборная Израиля по кёрлингу — представляет Израиль на международных соревнованиях по кёрлингу. Управляющей организацией выступает Федерация кёрлинга Израиля (ивр. התאחדות הקרלינג בישראל‎, англ. Israel Curling Federation).

## Результаты выступлений

### Чемпионаты Европы
| Год       | Место          | И              | В              | П              | Состав (четвёртый/скип, третий, второй, первый, запасной, тренер)                                                    |
| --------- | -------------- | -------------- | -------------- | -------------- | --- |
| 1975—2024 | не участвовали | не участвовали | не участвовали | не участвовали | не участвовали |
| 2025      | 2 (див. C)     | 8              | 5              | 3              | Элана Соне (скип), Андреа Старк, Ада Незнамов, Хелен Поркас, запасная: Елена Солодкая (состав в турнире дивизиона C) |

В чемпионате Европы 2025 сборная Израиля выступала сначала в турнире дивизиона «С», а затем в основном чемпионате в дивизионе «В». В колонке «Место» указаны итоговые позиции команды с учётом общей классификации.